# Otto Felix Kanitz

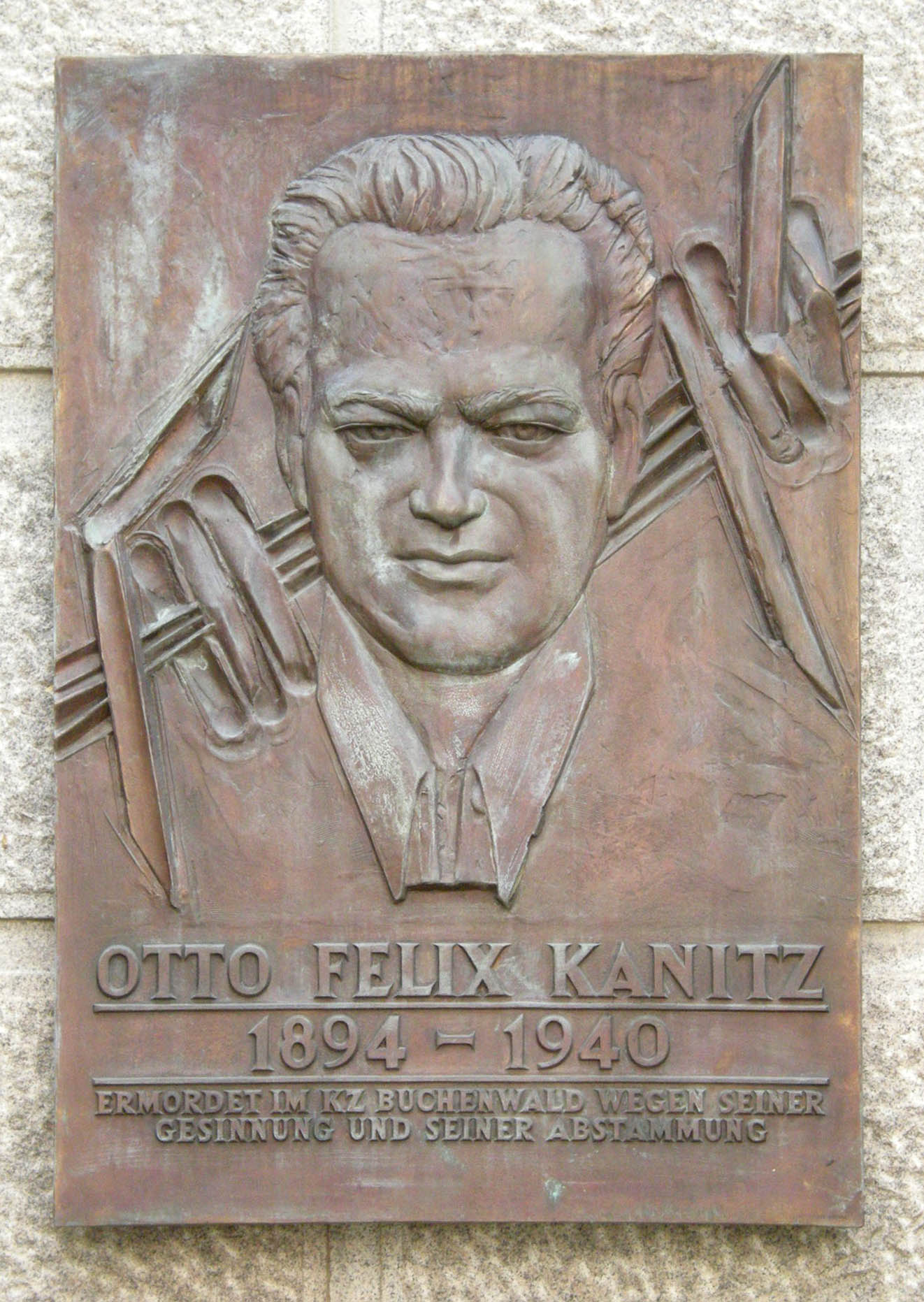
Kanitz-Gedenktafel am Parlamentsgebäude, Wien.

Otto Felix Kanitz (* 5. Februar 1894 in Wien, Österreich-Ungarn; † 29. März 1940 im KZ Buchenwald) war ein österreichischer Sozialist, Pädagoge, Schriftsteller, Politiker und Vertreter der Individualpsychologie.

## Kindheit und Familie
Otto Felix Kanitz wurde als Sohn des jüdischen Wiener Hof- und Gerichtsadvokaten Alfred Kanitz (Sohn des Fabrikanten Mayer Kanitz und der Katharina Mandel) und dessen Frau und Cousine Sidonie geb. Kanitz (Tochter des Bernhard Kanitz und der Rosa Hahn) in Wien 7., Mariahilfer Straße 76, geboren.
Seine Eltern ließen sich 1902 scheiden; die drei Söhne Meinard (geb. 1891, vor der NS-Verfolgung nach Argentinien geflüchtet), Georg (geb. 1892) und Otto wurden dem Vater zugesprochen, die einzige Tochter, Franziska, kam zur Mutter. Als der Vater im Jahr darauf eine Katholikin heiratete, ließ er die Söhne taufen und katholisch erziehen, allerdings in einem k.k. Waisenhaus, um die Beziehung zur jungen Frau nicht zu belasten. Otto absolvierte fünf Klassen Volksschule, drei Jahre Bürgerschule und begann dann eine Lehre.

Todesanzeige für Sidonie Kanitz geb. Kanitz

Seine Mutter Sidonie Kanitz starb am 14. Oktober 1927 in Wien als Rechtsanwaltswitwe (Ottos Vater war also vor ihr gestorben) und wurde in der Neuen Israelitischen Abteilung des Zentralfriedhofs, 4. Tor, begraben. Ihre Todesanzeige in der Neuen Freien Presse vom 19. Oktober 1927 war nur von der bei ihr verbliebenen Tochter Franzi gezeichnet, die drei Söhne wurden unter den übrigen Anverwandten subsumiert.

## Politisches Engagement
Bereits 1911 engagierte Kanitz sich als Wahlkämpfer für den Sozialdemokraten Max Winter, ab 1912 sprach er vor Jugendgruppen. 1916 zum Landsturmdienst mit der Waffe einberufen, war er daneben auch bei den Kinderfreunden tätig, zu denen er wohl durch Hermine Weinreb kam. Außerdem bereitete er sich auf die Matura vor, schrieb Gedichte, Theaterstücke und verfasste Beiträge für die 1916 gegründete Zeitschrift Kinderland. Zeitung der österreichischen Arbeiter- und Bauernkinder.
Nach der Matura, 1918, wurde er als pädagogischer Referent bei den Kinderfreunden eingestellt und begann ein Studium in Philosophie und Pädagogik. Als sein Mentor ist neben Hermine Weinreb, die ihn ihren geistigen Sohn nannte, auch Anton Afritsch besonders hervorzuheben.
Die Begegnung mit seinem Professor Wilhelm Jerusalem verhalf dem katholisch erzogenen Juden zu Toleranz und zur klaren Unterscheidung der Religion von kirchlichen Machtansprüchen, die von den Sozialdemokraten vehement bekämpft wurden. Verspottung der Religion und „billige“ Freidenkerei lehnte er ab.

### Kinderfreunde
1919 wurde dem 25-Jährigen die Leitung der ersten großen Ferienkolonie der österreichischen Kinderfreunde, einer Organisation der Sozialdemokratie, anvertraut: Im aufgelassenen Flüchtlingslager Gmünd waren in zwei Turnussen jeweils 700 Kinder zu betreuen.
Kanitz führte diese beiden Lager als erste österreichische Kinderrepubliken, in denen durch demokratisch gewählte Vertrauensleute und die Vollversammlung Probleme des Zusammenlebens diskutiert wurden und Mitbestimmung möglich war. Die Kinderrepublik-Pädagogik entwickelte sich allerdings in Österreich weniger ausgeprägt als später in der deutschen Falken-Bewegung.
Der Erfolg des jungen Mannes in Gmünd veranlasste die Verantwortlichen, ihm die Leitung der Schönbrunner Erzieherschule zu übertragen. Unter enormem Zeitdruck mussten gemäß amtlichem Bescheid die den Kinderfreunden im Schloss Schönbrunn zur Verfügung gestellten Räumlichkeiten binnen dreier Tage bezogen werden. Kanitz reiste daher in einer Blitzaktion mit 100 Kindern aus dem Ferienlager Gmünd an (die Kindergruppe wurde dann jedoch von Anton Tesarek geleitet).
1922 schloss Kanitz das Studium der Pädagogik mit der Dissertation zum Thema Familienerziehung, Staatserziehung und Gesellschaftserziehung ab. Von 1921 bis 1934 gestaltete er die Zeitschrift Die Sozialistische Erziehung und machte sich auch als Autor wissenschaftlicher Werke einen Namen. Kämpfer der Zukunft stand selbstverständlich auf den NS-Verbrennungslisten von 1933.

### SAJ
Von den 1920er Jahren an engagierte er sich besonders für die Sozialistische Arbeiter-Jugend, wurde im Jänner 1926 Obmann der Wiener SAJ, 1930 Bundesobmann. Dass er den jungen Menschen, die sich damals anschlossen, kumpelhaftes Vorbild und Ratgeber war, vermerkt insbesondere Bruno Kreisky in seinen Memoiren.
Von 1932 bis 1934 war er, vom Bundesland Wien entsandt, Mitglied des Bundesrates (IV. Gesetzgebungsperiode), der zweiten Kammer des Parlaments, die auch nach der Ausschaltung des Nationalrats durch Dollfuß im März 1933 funktionsfähig blieb.
Die Februarkämpfe 1934 und das Verbot der Sozialdemokratie durch die Ständestaatsdiktatur veranlassten ihn zur Flucht nach Brünn, von wo er aber, von Heimweh und Depressionen geplagt, bald wieder nach Wien zurückkehrte.

## Tod
Im November 1938 wurde er als Jude und Mitglied der Revolutionären Sozialisten von der Gestapo verhaftet und in das KZ Buchenwald eingeliefert, wo er am 29. März 1940 starb.

## Nachleben

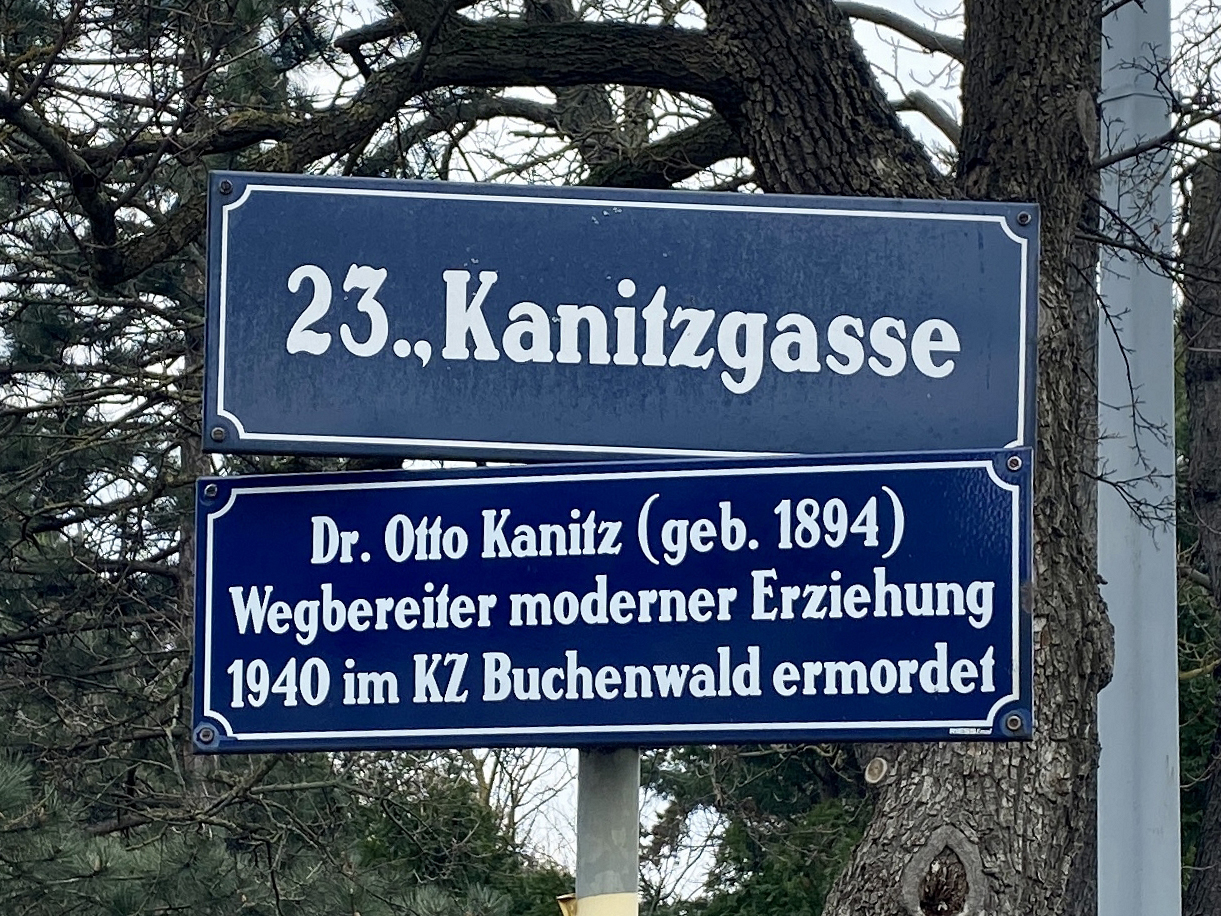
Straßenschild Kanitzgasse in Wien

1966 wurde die Kanitzgasse im 23. Wiener Gemeindebezirk nach ihm benannt.
Die den Angehörigen vom NS-Regime per Post zugestellte Urne mit der angeblich von Otto Felix Kanitz stammenden Asche befindet sich seit der Umbettung am 9. April 2002 auf dem Heiligenstädter Friedhof in Teil N, Gruppe 10, Grab Nr. 76.
Als die antiautoritäre Erziehung in den 1960er und 1970er Jahren wieder aktuell wurde, gehörte Kanitz zu den wieder aufgelegten und viel diskutierten sozialistischen Autoren der Zwischenkriegszeit. Er gilt als bedeutender Wegbereiter moderner Pädagogik.